# Алсыев, Майсан Арданович
Майса́н Арда́нович Алсы́ев (1879—1961) — бурятский народный сказитель-улигершин.

## Биография
Родился в улусе Жемчуг Тункинской долины в семье крестьянина среднего достатка Ардана Алсыева.
В его семье не было сказителей, но Тункинская долина была полна талантливыми знатоками народных песен, сказок, легенд и былин. Майсан с детства любил слушать и, обладая цепкой памятью, запоминал всё услышанное у своих учителей: Базара Жудбуева, Данзана Найданова, Бобруу Хэтэрхеева, Хастана Хутаева.
Кроме того, Майсан имел хороший музыкальный слух и быстро научился играть на бурятских народных инструментах — хууре и лимбе, что давало ему возможность исполнять десятки лирических, хороводных, свадебных, исторических песен в собственном музыкальном сопровождении.
В 1930-х годах бурятские учёные и фольклористы начинают записывать сказки, легенды и песни с уст Майсана Алсыева. Так, например, был записан тункинский вариант героического эпоса «Гэсэр», который, впоследствии был безвозвратно утерян. Песни, записанные у Алсыева, начинают исполнять бурятские певцы на концертах и по радио.
Майсан Алсыев занимает своё достойное и самобытное место в славной плеяде бурятских улигершинов и гэсэршинов, внеся значительный вклад в дело сохранении бурятской культуры.

## Произведения
- «Алтан Дуурай мэргэн»
- «Шүрмэhэн бүхэ»
- «Шандаабал мэргэн»
- «Баян Хуурай хаан»
- «Шандааhан бүхэ»
- «Хара шулуун баатар»
- «Ошор Богдо хаан»
- «Песня о Тунке»
- «Песня о Жамбыле Тулаеве»
- «Песня о героях Великой Отечественной войны»
- сказка «Тоти шубуун» (Попугай).